# Johann Heinrich Sprögel
Johann Heinrich Sprögel (* 11. Oktober 1644 in Quedlinburg; † 25. Februar 1722 in Stolp, Pommern) war ein deutscher evangelisch-lutherischer Theologe.

## Leben
Sprögel wurde nach dem Studium an der Universität Leipzig 1671 zum Lehrer am Stiftsgymnasium in Quedlinburg berufen. Als Stiftsdiakonus war er ab 1681 für die Hofkantorei, die Verwaltung der Kirchengüter und die Bibliothek des Stifts Quedlinburg zuständig. 1689 nahm Sprögel Kontakt zur frühen pietistischen Bewegung in Leipzig auf und unterhielt seitdem einen Briefwechsel mit August Hermann Francke, den er 1694 traute. Durch seine Predigten und Erbauungsversammlungen kam es in Quedlinburg und Umgebung zu einer separatistischen Bewegung. Die Quedlinburger Äbtissin Anna Dorothea, die ihn 1693 noch zum 1. Hofdiaconus befördert hatte, rückte von ihm ab und bewirkte 1698 seine Suspendierung. Sprögel blieb zunächst dank der Förderung des neuen Schutzherrn des Stifts, Kurfürst Friedrich III., in Quedlinburg, wo er den jungen Gottfried Arnold beherbergte, der dort seine Unparteiische Kirchen- und Ketzer-Historie verfasste und 1701 Sprögels Tochter Anna Maria heiratete.
1703 erhielt Sprögel durch seinen zum König Friedrich I. aufgestiegenen Gönner eine Stelle als Pastor und Inspektor (Superintendent) in Werben (Elbe). Schon 1705 überließ er seinem Schwiegersohn Arnold die Pfarrstelle und ging selbst als Propst und Pastor an die St.-Marien-Kirche im hinterpommerschen Stolp. Dort war er vor allem um die Reform der Armenpflege und des Schulwesens bemüht.

## Familie
1674 heiratete Sprögel Susanna Margaretha Wagener (* 29. April 1656), eine Tochter des Kantors Michael Wagener in Quedlinburg. Aus der Ehe gingen sechs Kinder hervor:
1. Salome Margaret (* 1679), verheiratet mit Johann Julius Zeidig
2. Johann Heinrich Sprögel jun. (John Henry Sprogel oder Sprogell, * 12. Februar 1679), nach 1700 ausgewandert nach Pennsylvania
3. Ludwig Christian (* 1683; † 1729 in Philadelphia)
4. Anna Sophie (* 1677), seit 1698 verheiratet mit dem späteren Hattinger Pfarrer Renatus Andreas Kortüm (Cortym; 1647–1747)[1]
5. Anna Elisabeth (* 1686; † 1760 in Trappe (Pennsylvania)), verheiratet mit Christian Hoppe/Hoppin
6. Anna Maria, verheiratet mit Gottfried Arnold

## Schriften
- Ernstliche Entdeckung des verkehrten Eyffers … Franckfurt am Mayn 1701.